# Yoann Court
Pour les articles homonymes, voir Court.
Yoann Court, né le 14 janvier 1990 à Carpentras, est un footballeur français évoluant au poste de milieu offensif.
Probleme judiciaire
Deux mois après la fin de son contrat à Caen, Yoann Court refait parler de lui. Toujours à la recherche d'un nouveau club, le milieu offensif de 34 ans a été pris à partie par une femme à qui le footballeur a emprunté une importante somme d'argent sans lui rembourser.

## Court écarté dans des conditions floues à Caen
La situation professionnelle, et donc financière, de Yoann Court plaidait en sa faveur selon Margot. Confiante en voyant le joueur évoluer en Ligue 2 au niveau professionnel, la plaignante a déchanté après plusieurs mois sans voir la couleur de son argent. Cette agente immobilière a ensuite appris son départ de Caen en janvier 2024 à six mois de la fin de son contrat.
D’abord écarté du groupe pro depuis la mi-novembre, le milieu offensif formé à l’OL a quitté le Stade Malherbe dans des circonstances assez vagues et alors que, selon RTL, des créanciers seraient allés au centre d’entraînement pour réclamer de l’argent au joueur de 34 ans.

## Biographie

### Parcours en club
En pré-formation à la MJC Avignon, il est repéré à l'âge de 15 ans par l'Olympique lyonnais qui l'intègre dans son centre de formation. Il y gravit les échelons jusqu'à être titulaire en CFA. Sa saison 2009-2010 avec la réserve lyonnaise est excellente avec comme point culminant un doublé en finale du tournoi des réserves professionnelles, néanmoins il ne parvient pas à obtenir de contrat professionnel avec son club formateur
En mai 2010, il passe un essai au CS Sedan Ardennes qui s'avère concluant et il signe trois semaines plus tard son premier contrat professionnel de trois ans dans le club ardennais.
Il fait sa première apparition dès le deuxième match de Ligue 2 opposant son équipe à Grenoble en entrant en jeu à la 69e minute à la place de Marcus Mokaké. Il se distingue en inscrivant d'une reprise de volée sur un centre de Lossémy Karaboué l'unique but de la rencontre, permettant ainsi au CSSA d'obtenir devant son public sa première victoire de la saison.
Malgré cette entrée en matière convaincante, il n'obtiendra que peu de temps de jeu durant la première partie de saison, se contentant de quelques fins de matchs. Il devra attendre février pour réapparaître dans le groupe. À cette occasion il s'imposera comme titulaire au sein du club ardennais, d'abord comme ailier, puis replacé en pointe, en soutien d'un avant-centre.
Sa première saison professionnelle est une réussite, inscrivant six buts et distribuant une passe décisive en 21 matchs et il prolonge d'un an son contrat qui le lie jusqu'en 2014 avec Sedan.
Le 15 juillet 2013, il annonce qu'il résilie son contrat, son club étant en redressement judiciaire après sa relégation en CFA. Peu après, il rejoint Troyes.
Il signe au Stade Malherbe Caen en 2020. Le 15 juin 2022, Court prolonge son contrat jusqu'en 2023. En 2023 son contrat se prolonge automatiquement jusqu'en 2024 avec une année en option. 
En novembre 2023 il est suspendu par la commission de discipline de la LFP et écope d'une amende de 3000 euros pour des raisons de paris sportifs. Un mois plus tard, Caen annonce avoir placé Court sur la liste des transferts pour des raisons extra sportives. En janvier 2024, alors qu'il lui restait six mois de contrat, il est libéré de son contrat par le SM Caen.

### Parcours en sélection
À la suite de sa bonne saison en Ligue 2, il est appelé par Pierre Mankowski pour disputer le Tournoi de Toulon 2011 avec l'équipe de France espoirs en compagnie de son coéquipier Florentin Pogba.
Il connait sa première sélection avec les Bleuets en remplaçant Yannis Tafer à la 72e minute de jeu lors du premier match du tournoi opposant la France au Mexique. Il joue l'intégralité du second match remporté 4-0 par les Bleuets face à la Chine, et se distinguera en délivrant une passe décisive sur le premier but de Steven Joseph-Monrose. De nouveau titulaire lors du troisième match face à la Hongrie, il ne connait pas la même réussite et sort au bout d'une heure de jeu. L'équipe de France obtient néanmoins le nul à la dernière minute et se qualifie pour la demi-finale contre l'Italie durant laquelle il rentre en jeu en fin de match et participe à la qualification de la France pour la finale du Tournoi grâce à sa victoire 1-0. Yoann rentre en jeu à la 69e minute de la finale contre la Colombie à la place de Maxime Bourgeois alors que la France mène 1 but à 0 mais ne pourra pas empêcher l'égalisation adverse. Les Bleuets finissent par s'incliner après une séance de tirs au but.

## Statistiques
| Saison                | Club                  | Championnat           | Championnat | Championnat | Championnat | Coupe nationale | Coupe nationale | Coupe nationale | Coupe de la Ligue | Coupe de la Ligue | Coupe de la Ligue | Total | Total | Total |
| Saison                | Club                  | Division              | M.          | B.          | P.d.        | M.              | B.              | P.d.            | M.                | B.                | P.d.              | M.    | B.    | P.d.  |
| 2010-2011             | CS Sedan Ardennes     | Ligue 2               | 21          | 6           | 1           | 2               | 0               | 0               | -                 | -                 | -                 | 23    | 6     | 1     |
| 2011-2012             | CS Sedan Ardennes     | Ligue 2               | 22          | 3           | 2           | -               | -               | -               | 2                 | 1                 | 1                 | 24    | 4     | 3     |
| 2012-2013             | CS Sedan Ardennes     | Ligue 2               | 31          | 2           | 3           | 3               | 0               | 0               | 1                 | 0                 | 0                 | 35    | 2     | 3     |
| Sous-total            | Sous-total            | Sous-total            | 74          | 11          | 6           | 5               | 0               | 0               | 3                 | 1                 | 1                 | 82    | 12    | 7     |
| 2013-2014             | ES Troyes AC          | Ligue 2               | 30          | 2           | 3           | -               | -               | -               | 6                 | 3                 | 0                 | 36    | 5     | 3     |
| 2014-2015             | ES Troyes AC          | Ligue 2               | 25          | 1           | 0           | -               | -               | -               | 2                 | 0                 | 0                 | 27    | 1     | 0     |
| 2015-2016             | ES Troyes AC          | Ligue 1               | 25          | 0           | 0           | 3               | 0               | 0               | 1                 | 0                 | 1                 | 29    | 0     | 1     |
| Sous-total            | Sous-total            | Sous-total            | 80          | 3           | 3           | 3               | 0               | 0               | 9                 | 3                 | 1                 | 92    | 6     | 4     |
| 2016-2017             | GFC Ajaccio           | Ligue 2               | 35          | 6           | 9           | 3               | 1               | 0               | -                 | -                 | -                 | 38    | 7     | 9     |
| 2017-2018             | GFC Ajaccio           | Ligue 2               | 15          | 1           | 1           | 1               | 0               | 0               | 2                 | 0                 | 0                 | 18    | 1     | 1     |
| 2017-2018             | Bourg-en-Bresse 01    | Ligue 2               | 17+2        | 4+0         | 4+0         | 2               | 1               | 0               | -                 | -                 | -                 | 21    | 5     | 4     |
| Sous-total            | Sous-total            | Sous-total            | 69          | 11          | 10          | 6               | 2               | 0               | 2                 | 0                 | 0                 | 77    | 13    | 10    |
| 2018-2019             | Stade brestois 29     | Ligue 2               | 23          | 6           | 7           | 3               | 1               | 0               | -                 | -                 | -                 | 26    | 7     | 7     |
| 2019-2020             | Stade brestois 29     | Ligue 1               | 23          | 3           | 7           | 1               | 0               | 0               | 2                 | 0                 | 0                 | 26    | 3     | 7     |
| Sous-total            | Sous-total            | Sous-total            | 46          | 9           | 14          | 4               | 1               | 0               | 2                 | 0                 | 0                 | 52    | 10    | 14    |
| 2020-2021             | SM Caen               | Ligue 2               | 28          | 3           | 4           | 1               | 0               | 0               | -                 | -                 | -                 | 29    | 3     | 4     |
| 2021-2022             | SM Caen               | Ligue 2               | 18          | 2           | 6           | -               | -               | -               | -                 | -                 | -                 | 18    | 2     | 6     |
| 2022-2023             | SM Caen               | Ligue 2               | 24          | 2           | 4           | 1               | 0               | 0               | -                 | -                 | -                 | 25    | 2     | 4     |
| 2023-2024             | SM Caen               | Ligue 2               | 12          | 0           | 2           | -               | -               | -               | -                 | -                 | -                 | 12    | 0     | 2     |
| Sous-total            | Sous-total            | Sous-total            | 82          | 7           | 16          | 2               | 0               | 0               | -                 | -                 | -                 | 84    | 7     | 16    |
| 2024-2025             | IMT Belgrade          | SuperLiga             | 19          | 3           | 1           | 2               | 0               | 0               | -                 | -                 | -                 | 21    | 3     | 1     |
| Total sur la carrière | Total sur la carrière | Total sur la carrière | 370         | 44          | 55          | 21              | 3               | 0               | 16                | 4                 | 2                 | 407   | 51    | 57    |

## Palmarès
ES Troyes AC

Championnat de France de Ligue 2 (1)
- Champion : 2015

 Stade brestois 29

Championnat de France de Ligue 2
- Vice-champion : 2019